# An Lạc, Buôn Hồ
An Lạc là một phường thuộc thị xã Buôn Hồ, tỉnh Đắk Lắk, Việt Nam.

## Địa lý
Phường An Lạc nằm ở trung tâm thị xã Buôn Hồ, có vị trí địa lý:
- Phía đông giáp xã Ea Blang
- Phía tây giáp phường An Bình
- Phía nam giáp phường Thiện An
- Phía bắc giáp phường Đạt Hiếu.

Phường An Lạc có diện tích 5,79 km², dân số năm 2008 là 10.381 người, mật độ dân số đạt 1.793 người/km².

## Lịch sử
Ngày 23 tháng 12 năm 2008, Chính phủ ban hành Nghị định số 07/NĐ-CP về việc thành lập phường An Lạc trên cơ sở:
- Điều chỉnh 235 ha diện tích tự nhiên và 7.263 người của thị trấn Buôn Hồ
- Điều chỉnh 344 ha diện tích tự nhiên và 3.118 người của xã Ea Blang.

Sau khi thành lập, phường An Lạc có 579 ha diện tích tự nhiên và 10.381 người.